# Song like You
Song like You è un brano musicale della cantante statunitense Bea Miller, primo singolo estratto dall'EP, Chapter One: Blue e dal suo secondo album in studio, Aurora.